# فرودگاه نیروی هوایی سلطنتی چل
فرودگاه نیروی هوایی سلطنتی چل (به انگلیسی: RAF Celle) یک فرودگاه ایستگاه پروازی است . این فرودگاه در کشور انگلستان قرار دارد .